# Gruppo semplice
In matematica, un gruppo semplice è un gruppo non banale i cui unici sottogruppi normali sono il sottogruppo banale e il gruppo stesso.
In altre parole, i gruppi semplici sono gruppi che contengono il minimo numero di sottogruppi normali. I gruppi semplici sono importanti in teoria dei gruppi, specialmente nella teoria dei gruppi finiti, perché formano i "blocchi primari" per la costruzione di ogni gruppo finito.

## Esempi
- Un gruppo ciclico {\displaystyle G=\mathbb {Z} /m\mathbb {Z} } è semplice se e solo se {\displaystyle m} è primo: infatti tutti i sottogruppi di {\displaystyle G} sono normali, e corrispondono ai divisori di {\displaystyle m}.
- Il gruppo dei numeri interi {\displaystyle \mathbb {Z} } non è semplice, perché ad esempio i numeri pari formano un sottogruppo normale. Più in generale, un gruppo abeliano è semplice se e solo se è ciclico di ordine primo.
- Il più piccolo esempio di gruppo semplice non abeliano è il gruppo alternante {\displaystyle A_{5}} di ordine {\displaystyle 60}. Più in generale, ogni gruppo alternante {\displaystyle A_{n}} è semplice per {\displaystyle n>4}.
- Il secondo esempio è il gruppo lineare speciale proiettivo {\displaystyle {\rm {{PSL}(2,7)}}}, di ordine {\displaystyle 168}.

## Classificazione
La classificazione dei gruppi semplici finiti fu conclusa nel 1982, grazie al contributo di numerosi matematici, tra cui John G. Thompson.